# Allsvenskan i handboll för herrar 2014/2015
Allsvenskan i handboll för herrar 2014/2015 var den åttonde upplagan av Sveriges näst högsta division i handboll för herrar och spelades mellan 20 september 2014 och 29 mars 2015. BK Heid slutförde inte säsongen på grund ekonomiska problem.

## Tabell
Not: Lag 1 till Elitserien 2014/2015, lag 2-4 till Elitseriekval, lag 11-12 till Allsvenskt kval, lag 13-14 åker ned till Division 1 2015/2016. 
| Nr | Lag              | S  | V  | O | F  | GM  | IM  | MS   | P  |
| -- | ---------------- | -- | -- | - | -- | --- | --- | ---- | -- |
| 1  | HIF Karlskrona   | 24 | 18 | 1 | 5  | 704 | 571 | +133 | 37 |
| 2  | VästeråsIrsta HF | 24 | 17 | 2 | 5  | 686 | 623 | +63  | 36 |
| 3  | OV Helsingborg   | 24 | 15 | 3 | 6  | 648 | 595 | +53  | 33 |
| 4  | HK Aranäs        | 24 | 13 | 5 | 6  | 659 | 575 | +84  | 31 |
| 5  | IFK Ystad        | 24 | 12 | 7 | 5  | 611 | 589 | +22  | 31 |
| 6  | LIF Lindesberg   | 24 | 11 | 3 | 10 | 669 | 649 | +20  | 25 |
| 7  | Skånela IF       | 24 | 12 | 0 | 12 | 618 | 610 | +8   | 24 |
| 8  | Tyresö HF (U)    | 24 | 9  | 6 | 9  | 659 | 681 | −22  | 24 |
| 9  | IFK Tumba        | 24 | 9  | 2 | 13 | 600 | 619 | −19  | 20 |
| 10 | HP Warta (U)     | 24 | 8  | 2 | 14 | 620 | 647 | −27  | 18 |
| 11 | Rimbo HK (N)     | 24 | 7  | 3 | 14 | 715 | 732 | −17  | 17 |
| 12 | HK Varberg       | 24 | 6  | 2 | 16 | 623 | 719 | −96  | 14 |
| 13 | HK Eskil (U)     | 24 | 0  | 2 | 22 | 527 | 725 | −198 | 2  |
| 14 | BK Heid*         | 0  | 0  | 0 | 0  | 0   | 0   | 0    | 0  |

BK Heid utgick på grund av ekonomiska problem.

## Kvalspel till Elitserien
Lag 2 - 4 spelar kvalspel mot lag 11-13 i Elitserien. Lagen spelar en serie om tio matcher där lag 1-3 spelar i Elitserien i handboll för herrar 2015/2016, lag 4-6 spelar i Allsvenskan i handboll för herrar 2015/2016. Kvalserien börjar den 4 april 2015 och avslutas den 11 maj 2015. 

### Deltagande lag
Från Elitserien (3 lag)
- IFK Skövde HK
- Ricoh HK
- Önnereds HK

Från Allsvenskan (3 lag)
- VästeråsIrsta HF
- OV Helsingborg
- HK Aranäs

#### Tabell
| Nr | Lag              | S  | V | O | F | GM  | IM  | MS  | P  |
| -- | ---------------- | -- | - | - | - | --- | --- | --- | -- |
| 1  | Ricoh HK         | 10 | 7 | 0 | 3 | 234 | 215 | +19 | 14 |
| 2  | HK Aranäs        | 10 | 6 | 1 | 3 | 244 | 243 | +1  | 13 |
| 3  | IFK Skövde HK    | 10 | 5 | 1 | 4 | 239 | 246 | −7  | 11 |
| 4  | Önnereds HK      | 10 | 4 | 2 | 4 | 235 | 226 | +9  | 10 |
| 5  | OV Helsingborg   | 10 | 2 | 2 | 6 | 239 | 244 | −5  | 6  |
| 6  | VästeråsIrsta HF | 10 | 3 | 0 | 7 | 237 | 254 | −17 | 6  |

### Kvalspel till Allsvenskan

#### Semioff
Från Division 1 Norra 
- RP IF Linköping
- IF Hallby HK

Från Division 1 Södra
- Vinslövs HK
- Anderstorps SK

Kvalspelet genomförs enligt följande.
Första steget är semioff om två matcher mellan lag 2-3 i division 1 Södra respektive norra. Vid lika många mål gäller europcup-regler med flest gjorda bortamål.
Vinnarna går vidare till direktoff för match-serie över bäst av tre matcher mot HK Varberg eller Rimbo HK Roslagen. 

#### Anderstorps SK - RP IF Linköping
RP IF Linköping vidare efter sammanlagt 49-47 mot Anderstorps SK.
| Datum    | Match                            | Resultat | Publik |
| -------- | -------------------------------- | -------- | ------ |
| 6 april  | Anderstorps SK- RP IF Linköping  | 26 - 21  | 354    |
| 11 april | RP IF Linköping - Anderstorps SK | 28 - 22  | 412    |

#### IF Hallby HK - Vinslövs HK
Vinslövs SK vidare efter sammanlagt 62 - 60 mot IF Hallby HK.
| Datum    | Match                      | Resultat | Publik |
| -------- | -------------------------- | -------- | ------ |
| 6 april  | IF Hallby HK- Vinslövs HK  | 27 - 29  | 816    |
| 11 april | Vinslövs HK - IF Hallby HK | 33 - 33  | 349    |

### Direkt off
I direktoff möts lag 11-12 från allsvenskan mot vinnarna i semioff. Vinnarna spelar i allsvenskan förlorarna spelar i extrakval om allsvensk plats. 
Från Allsvenskan
- Rimbo HK Roslagen
- HK Varberg

Från semioff
- Vinslövs HK
- RP IF Linköping

#### Vinslövs HK - Rimbo HK Roslagen
Rimbo HK Roslagen spelar i allsvenskan kommande säsong, Vinslövs HK spelar extrakval.
| Datum                                   | Match                           | Resultat | Publik |
| --------------------------------------- | ------------------------------- | -------- | ------ |
| Rimbo HK Roslagen - Vinslövs HK (2 - 0) |                                 |          |        |
| 18 april                                | Vinslövs HK - Rimbo HK Roslagen | 29 - 31  | 460    |
| 26 april                                | Rimbo HK Roslagen - Vinslövs HK | 36 - 35  | 723    |

#### RP IF Linköping - HK Varberg
HK Varberg spelar i allsvenskan, RP IF Linköping spelar extrakval om allsvensk plats.
| Datum                                | Match                        | Resultat | Publik |
| ------------------------------------ | ---------------------------- | -------- | ------ |
| HK Varberg - RP IF Linköping (2 - 1) |                              |          |        |
| 18 april                             | RP IF Linköping - HK Varberg | 29 - 25  | 368    |
| 26 april                             | HK Varberg - RP IF Linköping | 36 - 22  | 637    |
| 29 april                             | HK Varberg - RP IF Linköping | 29 - 27  | Publik |

### Extrakval
Vinnaren i extrakvalet spelar i allsvenskan förloraren spelar i division 1. 

#### RP IF Linköping-Vinslövs HK
Vinslövs HK klara förr allsvenskan efter 62 - 60 mot RP IF Linköping, som får fortsätta i division 1.
| Datum | Match                         | Resultat | Publik |
| ----- | ----------------------------- | -------- | ------ |
| 2 maj | Vinslövs HK - RP IF Linköping | 34 - 27  | 460    |
| 6 maj | RP IF Linköping - Vinslövs HK | 33 - 28  | 478    |